# Baskenmütze

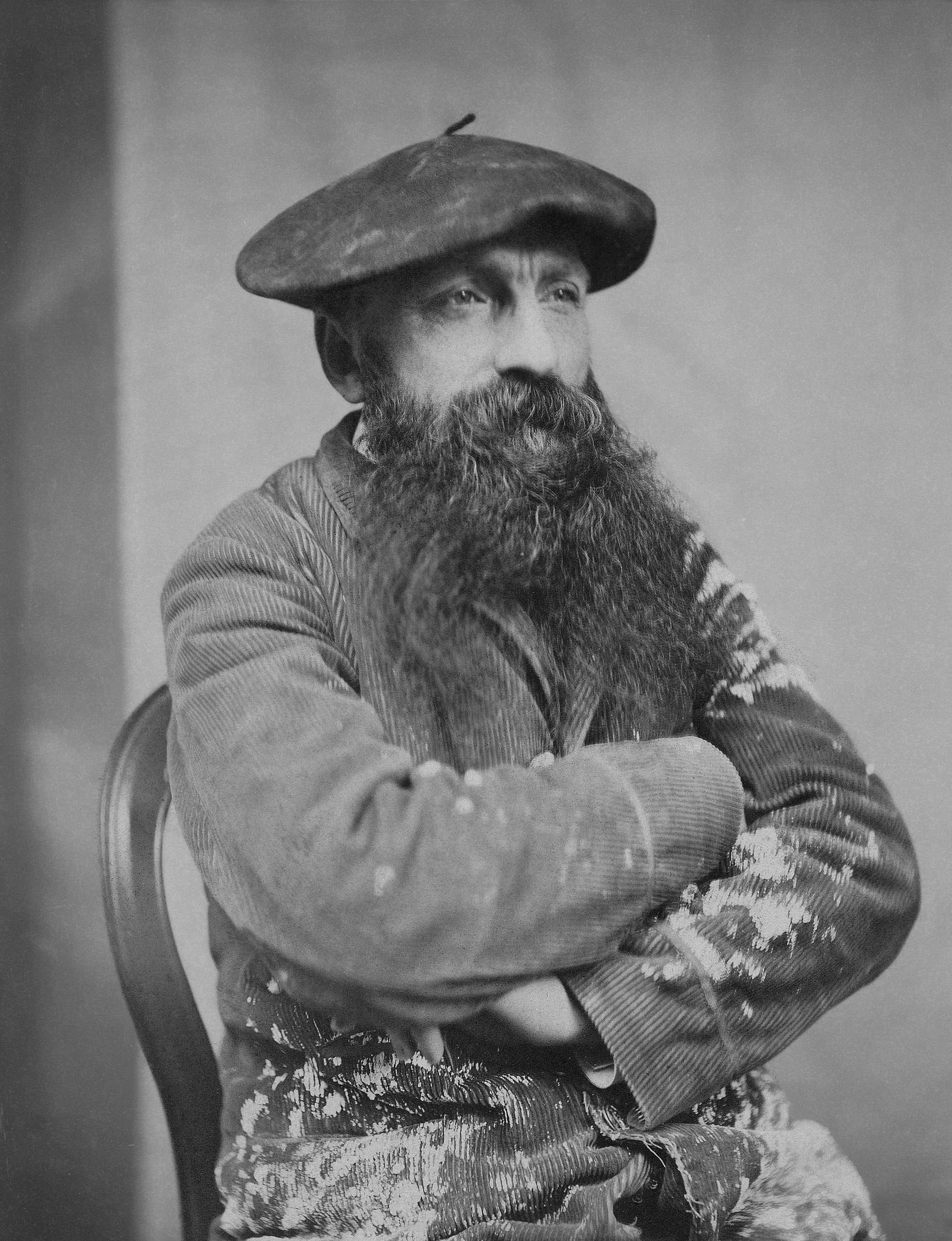
Auguste Rodin mit Baskenmütze

Die Baskenmütze (österr. Pullmankappe) ist eine traditionell aus Wolle gewalkte, in neuerer Zeit auch aus Gewebe geschneiderte, Kopfbedeckung nach Art des Baretts. Sie stammt wahrscheinlich aus den Pyrenäen, insbesondere dem Béarn, von wo sie sich im benachbarten Baskenland und schließlich weltweit verbreitete. Die Baskenmütze hat wie andere Baretts keinen Schirm und keine Krempe. Ihre Besonderheit ist die flache Form, die nach innen gebogene Kopföffnung und der ca. ein bis zwei Zentimeter lange Zipfel in der Mitte (baskisch txertena, ‚Schwänzchen‘), der beim Filzvorgang entsteht, und auch als Schlinge gearbeitet sein kann.
Das baskische Wort txapela [tʃa'pela] wird häufig mit Baskenmütze übersetzt, bedeutet aber Hut.

## Geschichte

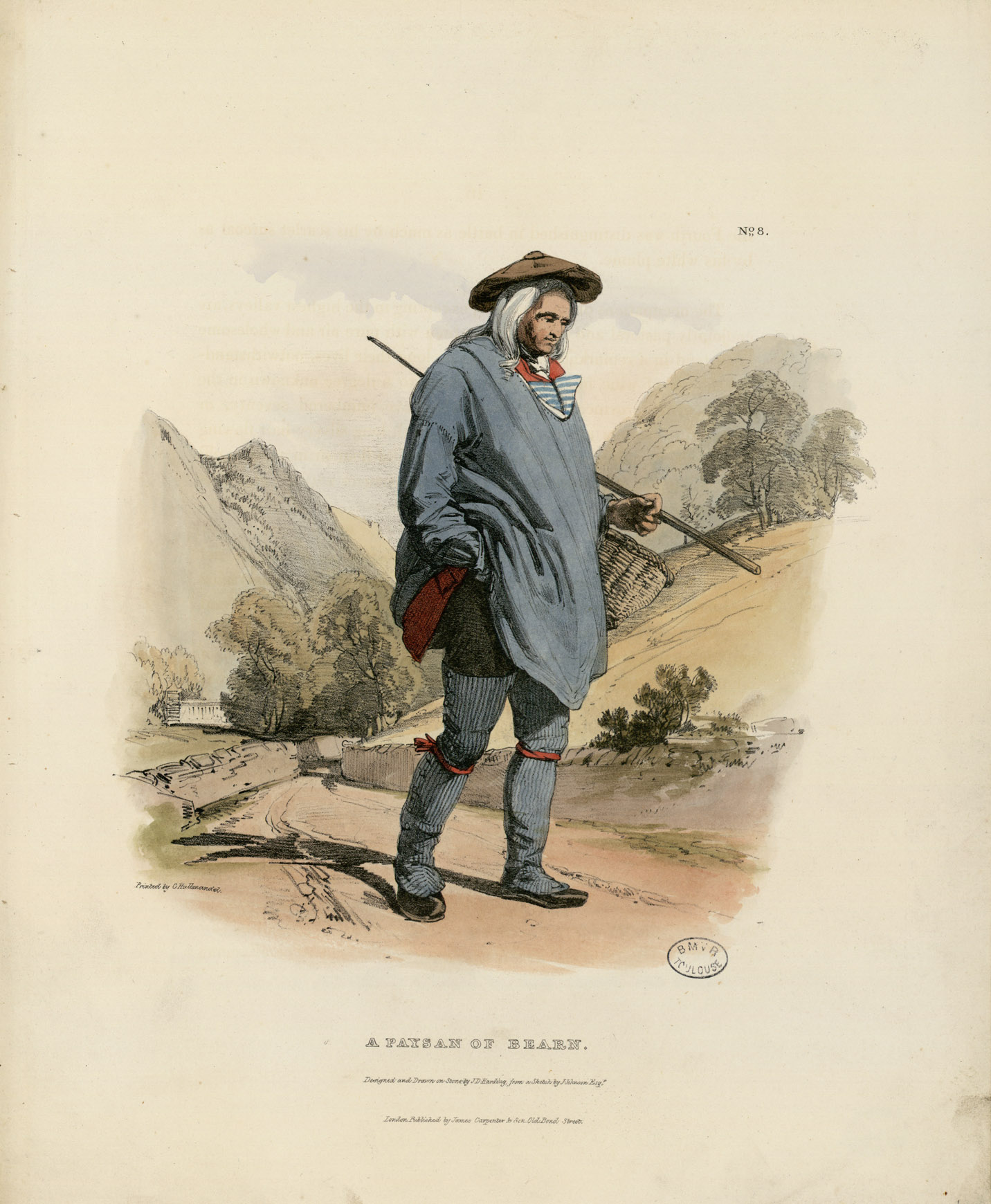
Bauer aus dem Béarn, ca. 1830

Die Baskenmütze entwickelte sich wahrscheinlich um 1570/1580 aus dem in Europa verbreiteten Barett zur Kopfbedeckung der Bauern und Hirten in den Pyrenäen, insbesondere im Béarn. Von dort gelangte sie ins benachbarte Baskenland, wo vor allem blaue und schwarze Baskenmützen insbesondere von Fischern und Seeleuten getragen wurden. Quellen legen nahe, dass die Baskenmütze auf diese Weise seit dem 16. Jahrhundert im Baskenland weit verbreitet war. Eine nationalpatriotische Bedeutung erlangte die Mütze während des ersten Karlistenkriegs in den 1830er Jahren, als der aufständische General Tomás de Zumalacárregui rote Baskenmützen als Erkennungszeichen der navarrischen Bataillone einführte. Baldomero Espartero verbot daraufhin die Verwendung der Baskenmütze sowohl im zivilen als auch militären Bereich gegen Strafe. Er hatte jedoch keinen Erfolg, im Gegenteil: Die autonomen Polizeibeamten des Baskenlandes (Ertzaintza) und von Navarra (Policía Foral) tragen noch heute rote Baskenmützen.

### 19. Jahrhundert
Im wiederaufflammenden baskischen Nationalismus um 1900 wurde die Baskenmütze, nun in der regionalen Ausformung aus Bilbao mit breiteren Flügeln, abermals zum Erkennungssymbol.
Eine Anekdote besagt, dass Kaiser Napoleon III. und seine Frau Eugénie die Mütze im Baskenland sahen und als béret basque in Frankreich verbreiteten. Fest steht, dass die Baskenmütze im Frankreich des 19. und vor allem des frühen 20. Jahrhundert viel von Intellektuellen und Künstlern getragen wurde, darunter Auguste Rodin, Pablo Picasso, Ernest Hemingway, Gabriel Celaya, Pío Baroja und Heinrich Böll. Seit etwa 1927 ist sie immer wieder als modisch-sportliche Kopfbedeckung unabhängig vom Geschlecht in Gebrauch. So ließ sich etwa Marlene Dietrich in den 1930er Jahren häufig mit Baskenmütze ablichten, Greta Garbo trug sie privat, Lisa Fonssagrives war 1950 auf dem Cover der amerikanischen Vogue mit roter Baskenmütze und Baguette im Arm zu sehen. 1967 trug Faye Dunaway als Bonnie im Film Bonnie und Clyde Baskenmütze. In der Mode wurde die Baskenmütze unter anderem von Louis Vuitton und Sonia Rykiel neu interpretiert.

### 20. Jahrhundert
Ché Guevara griff die Baskenmütze als politisches Symbol in den 1960er Jahren wieder auf und machte die Mütze erneut weltweit bekannt. 1975 bestellte die irakische Armee eine Million Baskenmützen. Die Mitglieder der ETA zeigten sich häufig mit Baskenmütze. Traditionell bekommen im Baskenland die Sieger oder Siegerinnen von Wettbewerben eine Baskenmütze aufgesetzt und werden txapeldun genannt. Die Fans von Athletic Bilbao tragen häufig Baskenmützen als Teil ihrer Fankleidung.

## Herstellung
Die Verbreitung wurde durch die zunehmende industrielle Produktion der Baskenmütze im 19. Jahrhundert begünstigt. Erste Fabriken entstanden um den Ort Oloron-Sainte-Marie, 1859 eröffnete in Tolosa die Firma Elósegui und 1892 in Balmaseda die Fábrica de Boinas La Encartada. Die dadurch im Vergleich zu anderen Kopfbedeckungen preisgünstigen Baskenmützen wurden in der Folge vor allem von Arbeitern getragen.
Durch die Übernahme von Béatex und Blancq-Olibet ist nun Laulhère in Oloron-Sainte-Marie der einzige verbleibende französische Hersteller von Baskenmützen. In Spanien produziert nur noch Elosegui Baskenmützen. In Nay und in Balmaseda gibt es Baskenmützenmuseen.
In Südamerika (insbesondere Argentinien und Uruguay) hat sich – zurückgehend auf spanische Einwanderer aus Tolosa – eine lange Tradition der Herstellung von Baskenmützen etabliert. Dort wird neben Wollfilz auch Baumwolle zur Herstellung besonders leichter Sommer-Boinas verwendet, die insbesondere von Gauchos getragen werden. Weltweit produzieren Firmen, unter anderem in China, Pakistan, Indien und Tschechien Baskenmützen.

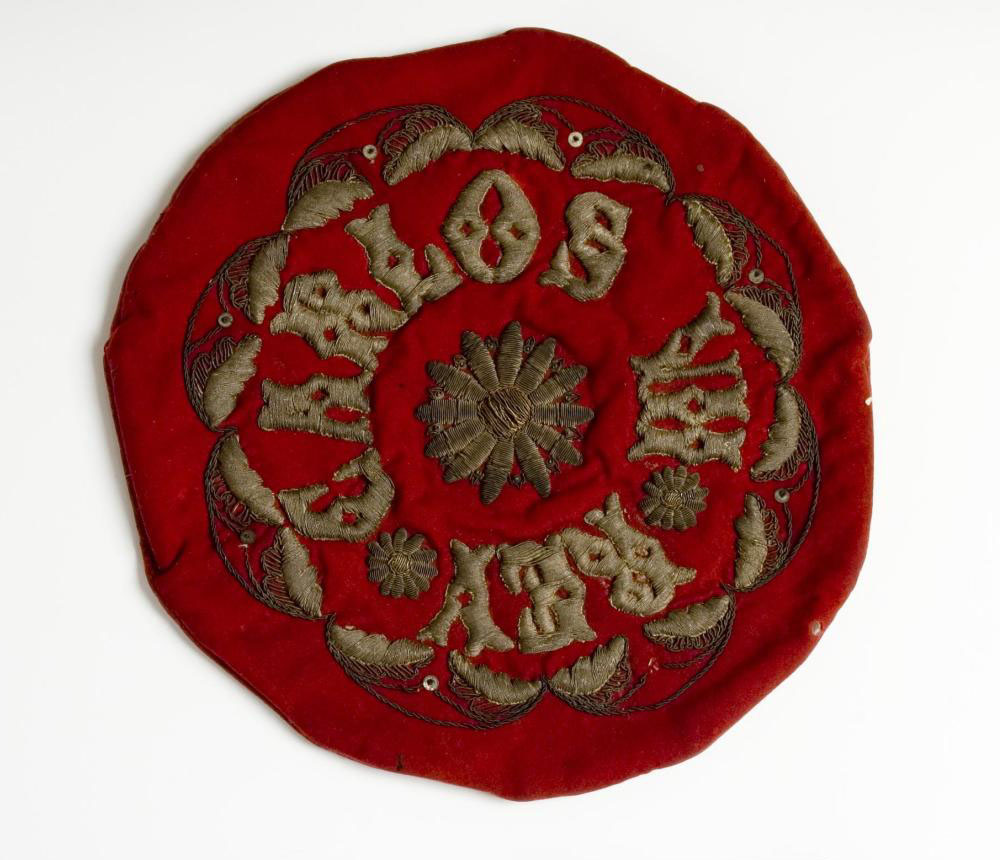
Rote Baskenmütze aus der Zeit der Karlistenkriege
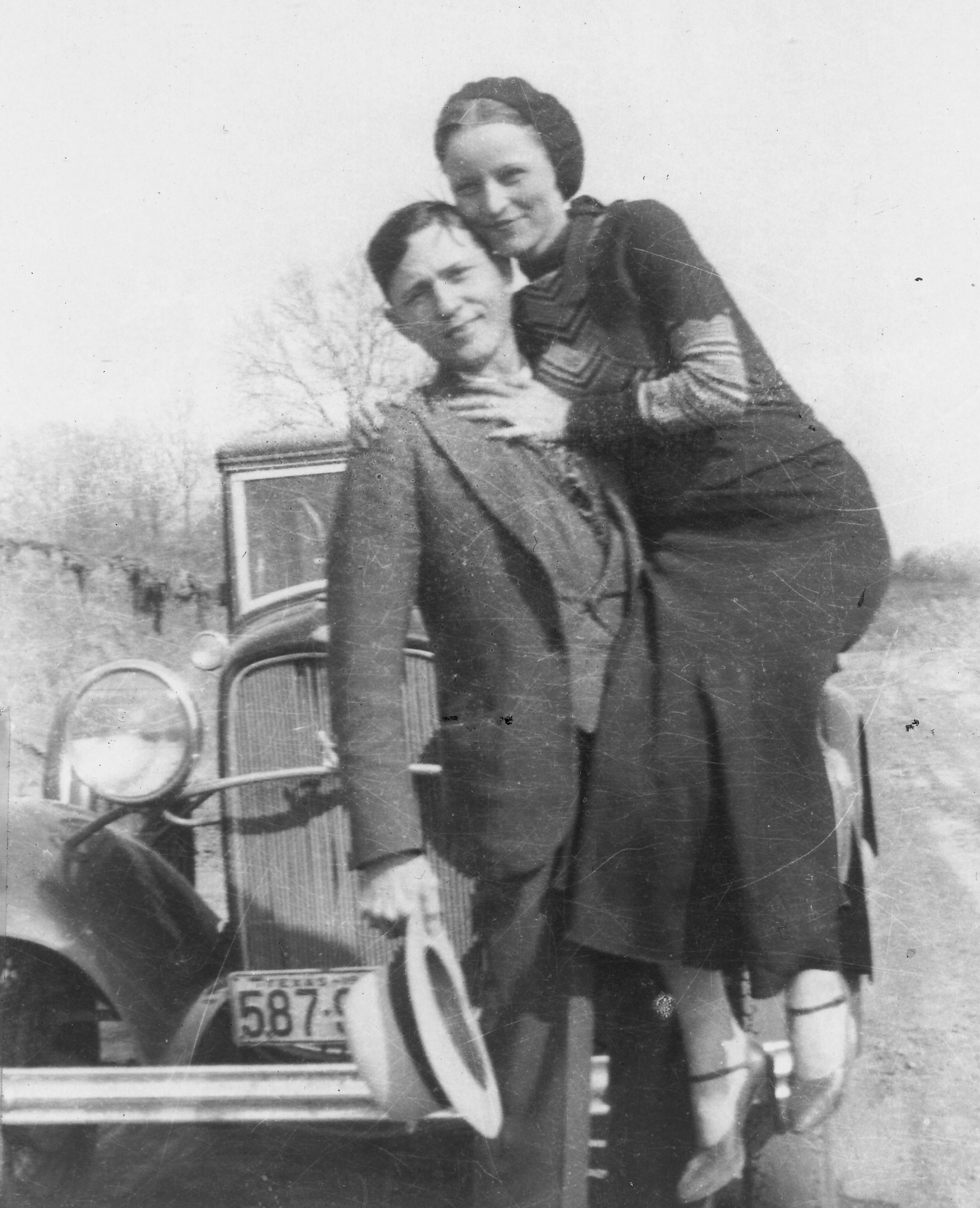
Bonnie und Clyde im März 1933; von der Polizei im Versteck in Joplin, Missouri, gefundenes Foto
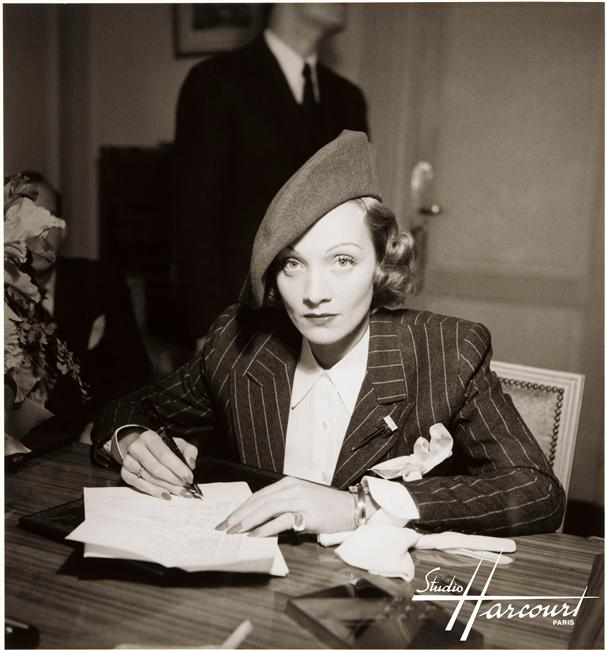
Marlene Dietrich, 1938
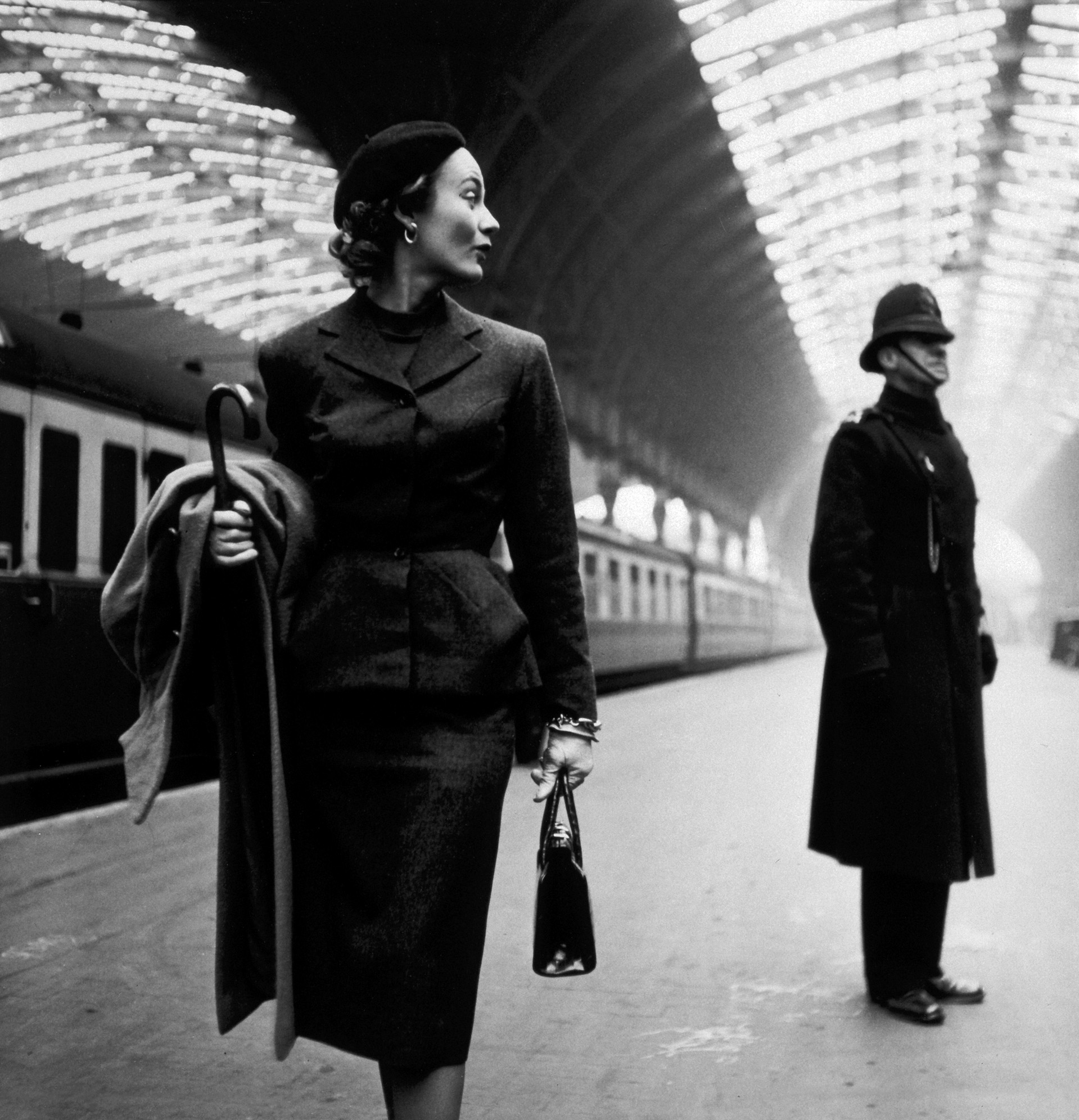
Lisa Fonssagrives, fotografiert von Toni Frissell, 1951
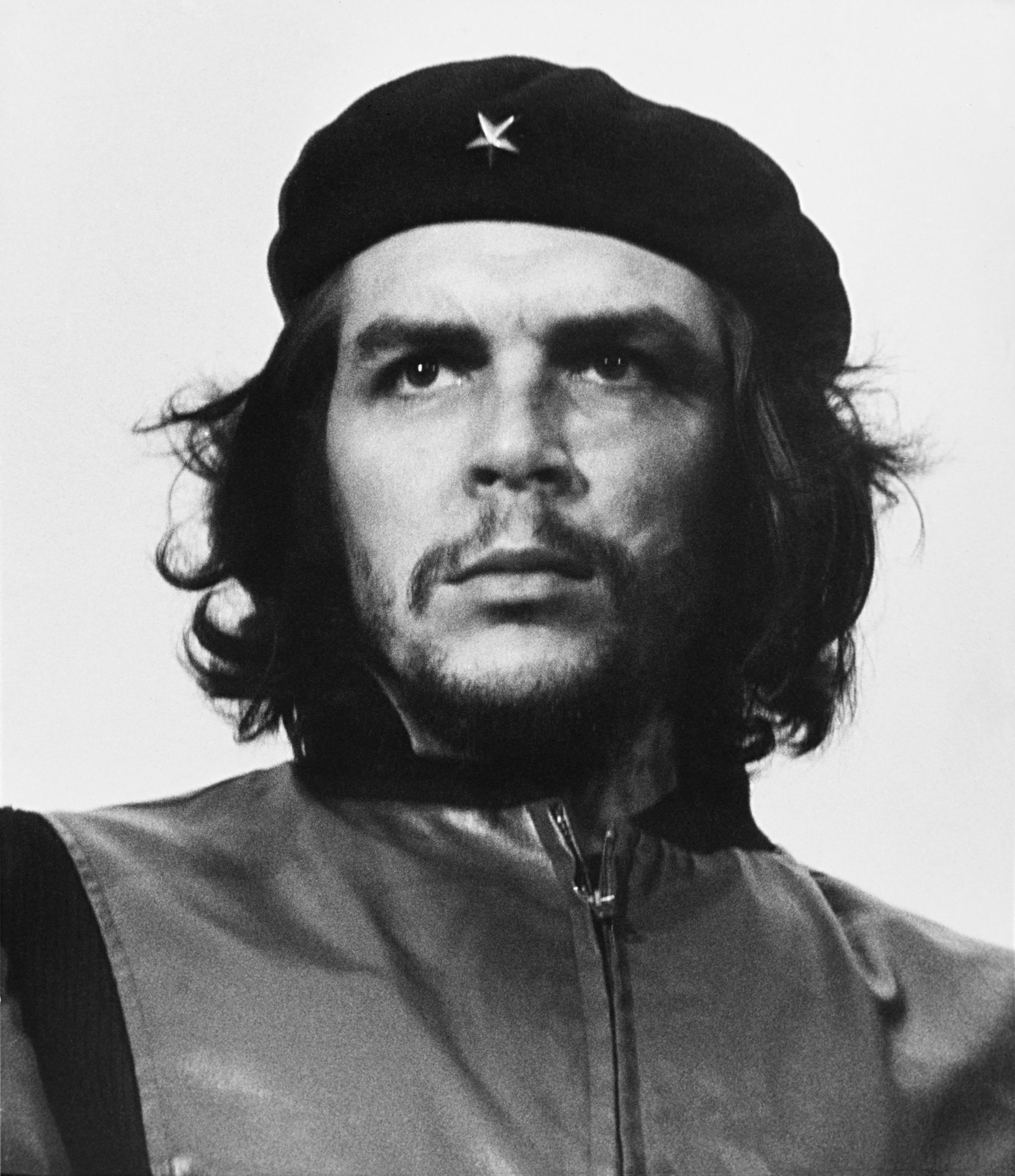
Che Guevara, Guerrillero Heroico, 1960
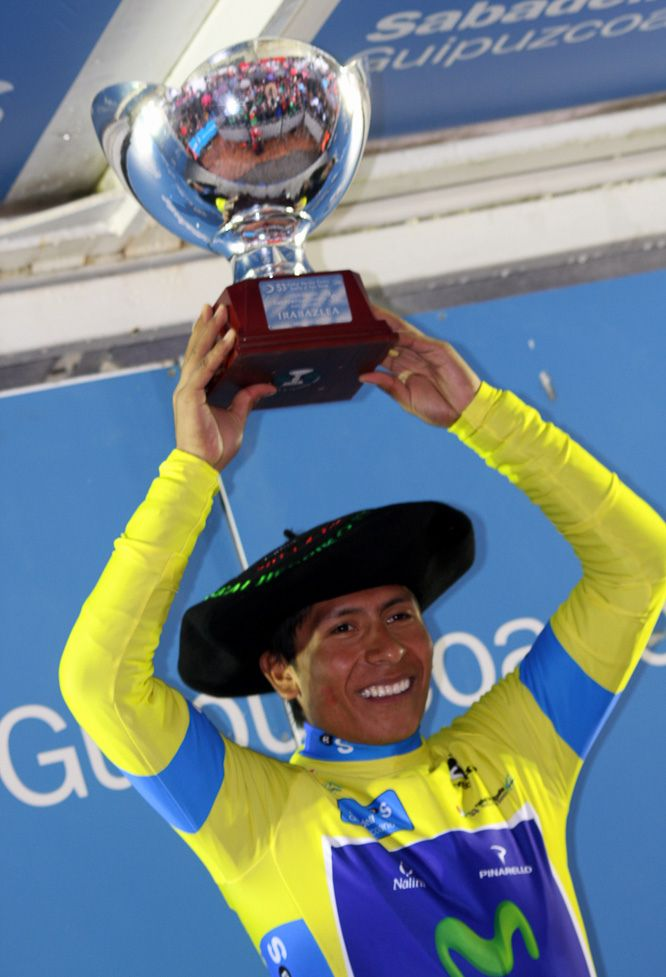
Der Radrennfahrer Nairo Quintana als txapeldun
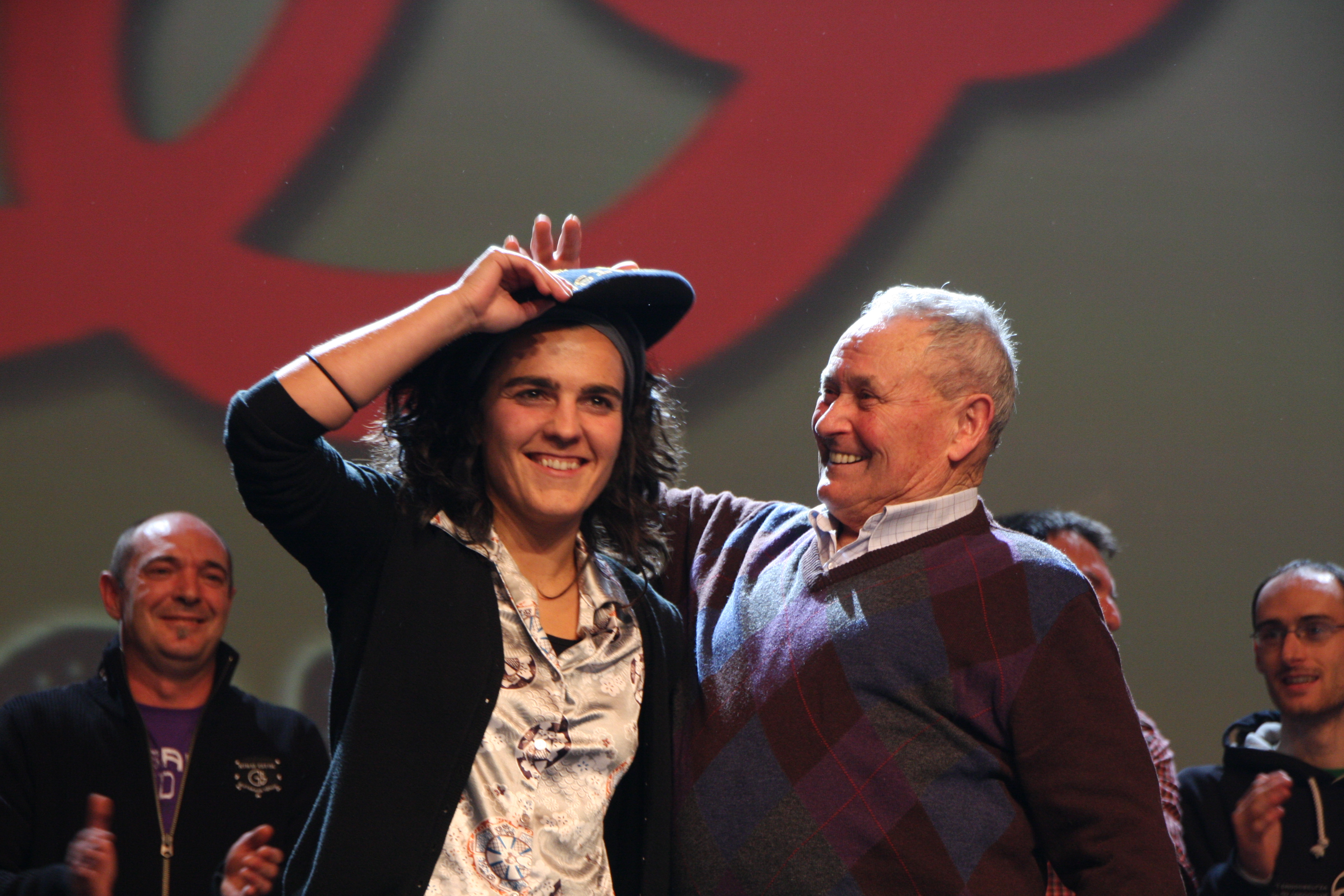
Maialen Lujanbio als Gewinnerin der Bertsolari-Meisterschaft 2009
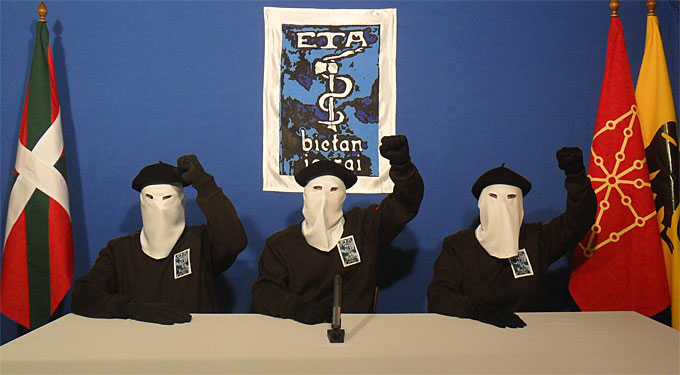
Mitglieder der ETA, 2011
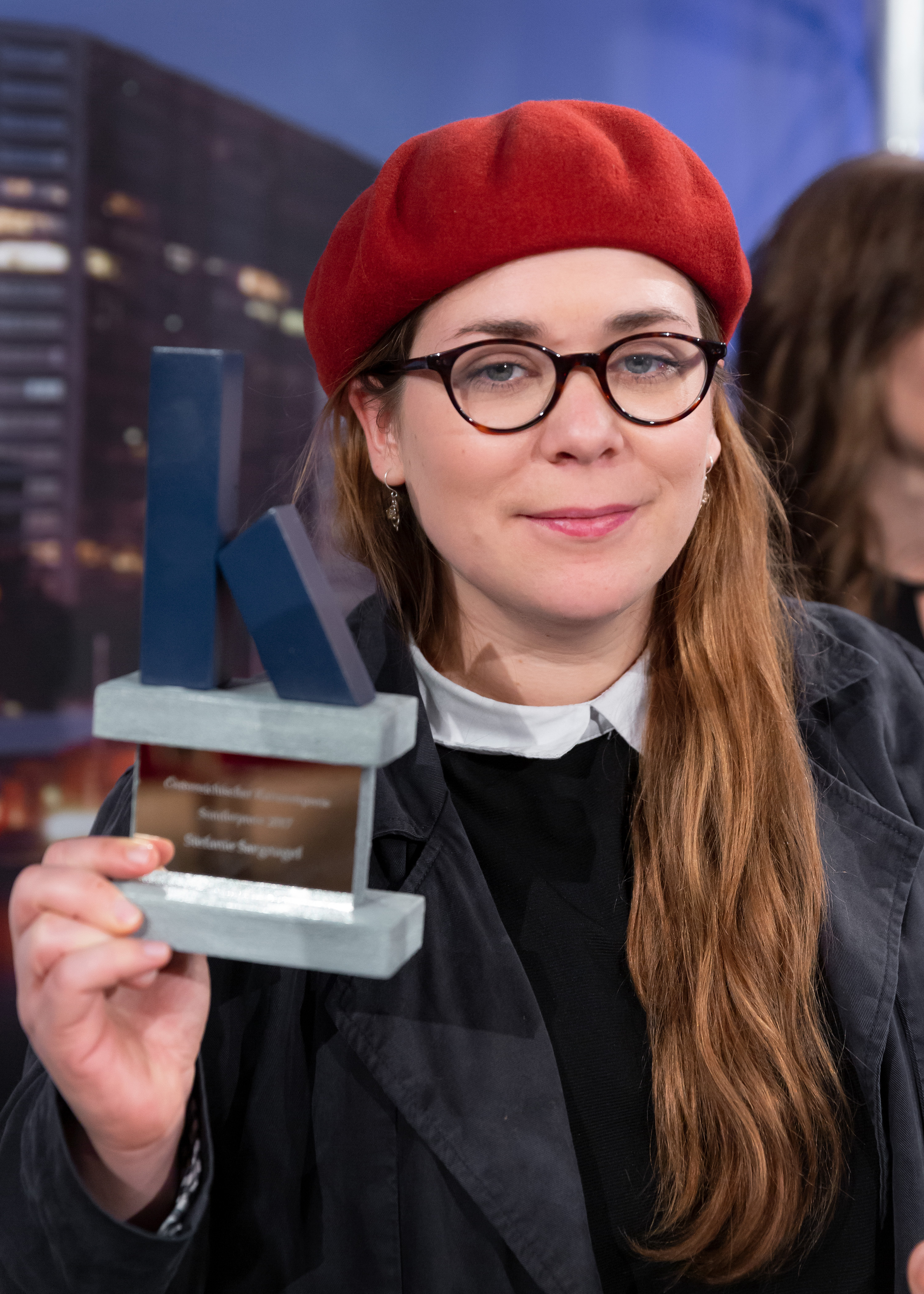
Schriftstellerin Stefanie Sargnagel, 2017